# 169-й меридіан східної довготи
169-й меридіан східної довготи — лінія довготи, що лежить на 169 градусів східніше Гринвіцького меридіана. Вона проходить від Північного полюса через Північний Льодовитий океан, Азію, Тихий океан, Нову Зеландію, Південний океан та Антарктиду до Південного полюса.
169-й меридіан східної довготи формує велике коло разом із 11-тим меридіаном західної довготи.

## Список географічних об'єктів, що перетинає 169° сх. д.
Починаючи на Північному полюсі та рухаючись до Південного полюса, 169-й меридіан східної довготи проходить через:
| Координати                                                   | Країна, територія або море | Примітки |
| ------------------------------------------------------------ | -------------------------- | --- |
| 90°0′ пн. ш. 169°0′ сх. д. / 90.000° пн. ш. 169.000° сх. д.  | Північний Льодовитий океан | |
| 74°10′ пн. ш. 169°0′ сх. д. / 74.167° пн. ш. 169.000° сх. д. | Східносибірське море       | |
| 69°55′ пн. ш. 169°0′ сх. д. / 69.917° пн. ш. 169.000° сх. д. | Росія                      | Проходить через острів Айон |
| 69°33′ пн. ш. 169°0′ сх. д. / 69.550° пн. ш. 169.000° сх. д. | Східносибірське море       | Чаунська губа |
| 69°8′ пн. ш. 169°0′ сх. д. / 69.133° пн. ш. 169.000° сх. д.  | Росія                      | |
| 60°34′ пн. ш. 169°0′ сх. д. / 60.567° пн. ш. 169.000° сх. д. | Берингове море             | |
| 54°10′ пн. ш. 169°0′ сх. д. / 54.167° пн. ш. 169.000° сх. д. | Тихий океан                | |
| 14°39′ пн. ш. 169°0′ сх. д. / 14.650° пн. ш. 169.000° сх. д. | Маршаллові Острови         | Проходить через атол Бокак[en] |
| 14°35′ пн. ш. 169°0′ сх. д. / 14.583° пн. ш. 169.000° сх. д. | Тихий океан                | |
| 10°3′ пн. ш. 169°0′ сх. д. / 10.050° пн. ш. 169.000° сх. д.  | Маршаллові Острови         | Проходить через атол Лікієп[en] |
| 9°55′ пн. ш. 169°0′ сх. д. / 9.917° пн. ш. 169.000° сх. д.   | Тихий океан                | Проходить східніше атола Аїлінглапалап[en], Маршаллові Острови Проходить західніше острова Кілі[en], Маршаллові Острови Проходить східніше атола Ебон, Маршаллові Острови Проходить східніше острова Тікопіа, Соломонові Острови |
| 18°41′ пд. ш. 169°0′ сх. д. / 18.683° пд. ш. 169.000° сх. д. | Вануату                    | Проходить через острів Ерроманго[en] |
| 18°53′ пд. ш. 169°0′ сх. д. / 18.883° пд. ш. 169.000° сх. д. | Тихий океан                | Проходить західніше острова Танна, Вануату Проходить східніше острова Волпол[en], Нова Каледонія |
| 43°51′ пд. ш. 169°0′ сх. д. / 43.850° пд. ш. 169.000° сх. д. | Нова Зеландія              | Проходить через Південний острів та його найпівденнішу точку — мис Слоуп-Пойнт[en] |
| 46°40′ пд. ш. 169°0′ сх. д. / 46.667° пд. ш. 169.000° сх. д. | Тихий океан                | Проходить між островами Хук-Кейс[de] та островом Кемпбелл, Нова Зеландія |
| 60°0′ пд. ш. 169°0′ сх. д. / 60.000° пд. ш. 169.000° сх. д.  | Південний океан            | |
| 71°24′ пд. ш. 169°0′ сх. д. / 71.400° пд. ш. 169.000° сх. д. | Антарктида                 | Проходить через Територію Росса (претендує Нова Зеландія) |
| 73°29′ пд. ш. 169°0′ сх. д. / 73.483° пд. ш. 169.000° сх. д. | Південний океан            | Море Росса |
| 77°29′ пд. ш. 169°0′ сх. д. / 77.483° пд. ш. 169.000° сх. д. | Антарктида                 | Проходить через Територію Росса (претендує Нова Зеландія) |